# Dialoghi platonici

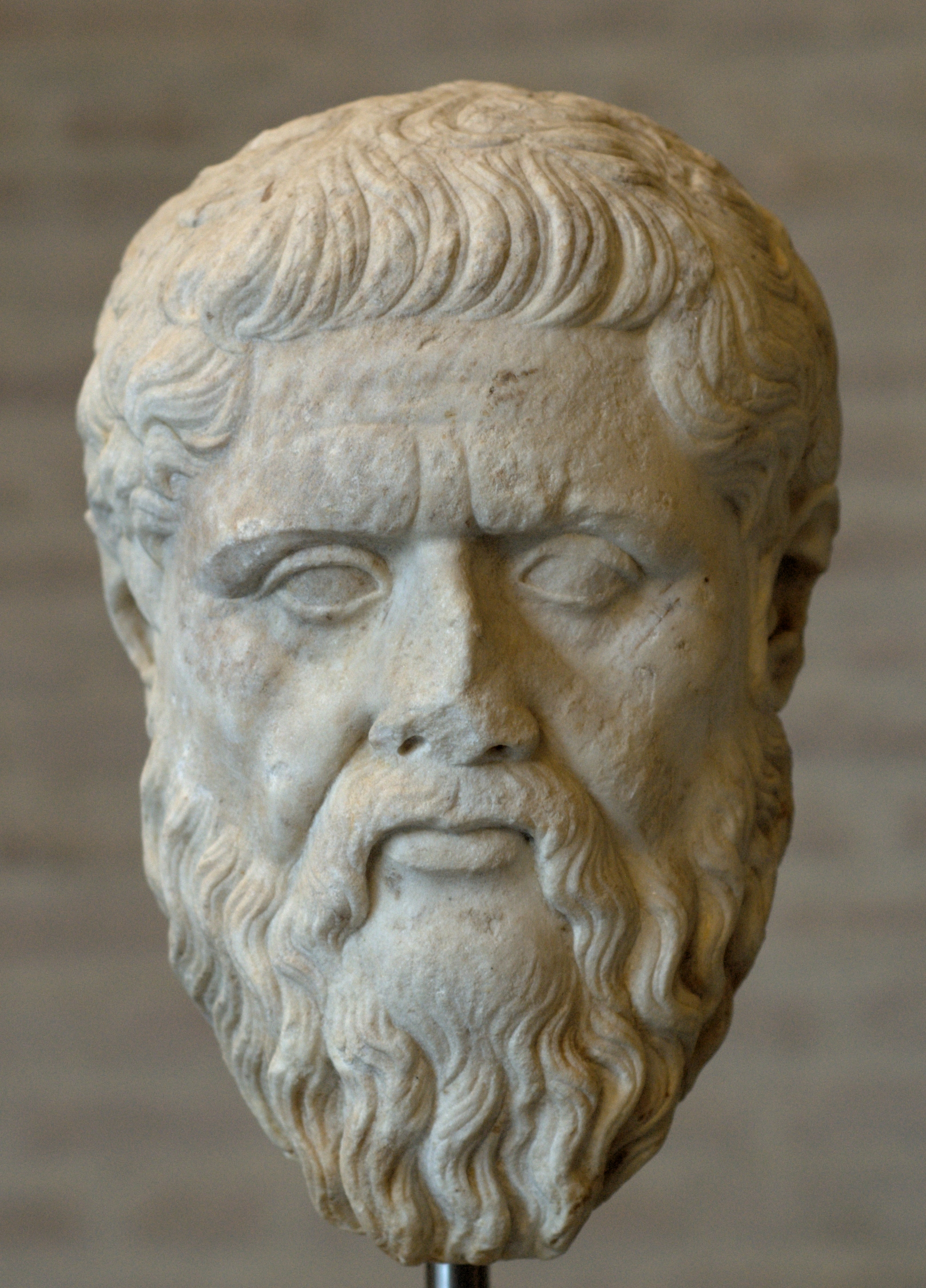
Ritratto di Platone
Gliptoteca di Monaco

I Dialoghi platonici rappresentano la quasi totalità della produzione letteraria e filosofica di Platone: il suo corpus ne conta ben 34, a cui si aggiungono un monologo (Apologia di Socrate) e 13 Lettere.
Per quanto riguarda la scelta stilistica del dialogo come forma espositiva, è importante sottolineare come, in quegli anni, vi fossero tutte le condizioni per questa particolare scelta: da una parte, la sempre più vasta popolarità e fortuna della tragedia e della commedia, dall'altra il dialogare dei sofisti e di Socrate. Se non è dunque possibile sostenere che Platone sia stato il creatore del dialogo come genere letterario, è però verosimile che egli abbia colto la comune abitudine al dialogare e al porre quesiti, iniziando forse a stendere semplici questionari senza personaggi, affidando poi, in una seconda fase, alla figura di Socrate la funzione di protagonista di opere più strutturate e complesse.
Alcuni dialoghi, definiti pseudo-platonici o spuri (in greco nothoi, cioè apocrifi), sebbene attribuiti a Platone, erano considerati non autentici già dall'antichità, e per questo motivo esclusi dal corpus delle sue opere. Di alcuni ci sono noti solo i titoli (Midone, Feaci), mentre di altri sei possediamo il testo completo: Sulla giustizia, Sulla virtù, Demodoco, Sisifo, Erissia, Assioco. Oltre a questi, gli studiosi moderni concordano nel considerare spuri anche alcuni dialoghi ritenuti autentici dagli antichi: Definizioni, Ipparco, Minosse, Amanti, Teagete.
Il sistema di riferimento usato per la citazione di passi dai dialoghi di Platone è l'edizione della sua Opera omnia curata nel 1578 dal tipografo francese Henri Estienne (la famosa Edizione di Stephanus).

## Cronologia dei dialoghi platonici
Platone è l'unico filosofo antico di cui ci sono giunti tutti gli scritti, ordinati in nove tetralogie dal grammatico alessandrino Trasillo di Mende (I secolo d.C.). Già a partire dai primi decenni dell'Ottocento, però, filosofi e filologi si sono posti il problema dell'autenticità e della datazione dei singoli dialoghi, e a questo scopo sono state percorse due strade: da un lato, si è studiata l'evoluzione del pensiero dell'autore, ordinando i dialoghi in base allo sviluppo delle sue dottrine principali (specie la dottrina della idee); dall'altro, sapendo da fonti antiche che l'ultimo suo scritto dovrebbe essere Le leggi, si è tentato di individuare un'evoluzione stilistica in base alla somiglianza con lo stile di quest'ultima opera. A ciò si sono aggiunte, a fine Ottocento, le analisi stilometriche, che hanno confermato (eccetto che in rari e curiosi casi) i risultati fino ad allora raggiunti. Si è potuto così dividere la produzione di Platone grossomodo in tre momenti: uno giovanile, uno della maturità e uno della vecchiaia.

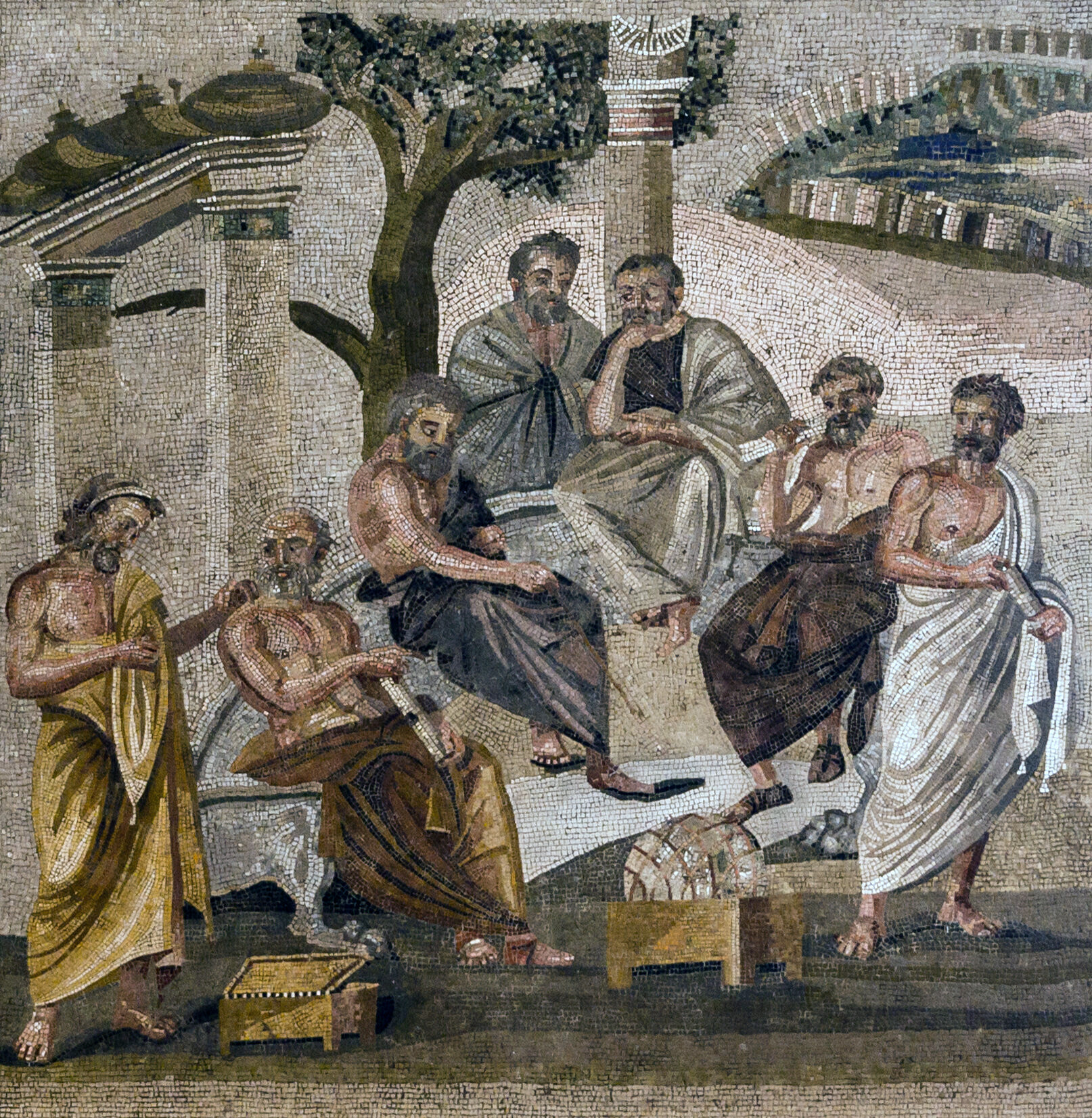
Accademia platonica (Mosaico pompeiano)

Da un punto di vista stilistico, invece, i dialoghi sono suddivisibili in dialoghi diretti (o drammatici) e dialoghi narrati (o diegematici): mentre i primi riportano direttamente le affermazioni e i discorsi dei personaggi, i secondi sono riportati da un narratore presente alla discussione. Spesso è lo stesso Socrate a ricordare interi dialoghi, talvolta narrandoli ad amici, talvolta rivolgendosi direttamente al lettore; altre volte, voce narrante del dialogo può essere un personaggio che ha assistito alla discussione senza prendervi parte (come nel Fedone), o che ne ha semplicemente sentito parlare da altri (come nel Simposio o nel Parmenide). Non mancano poi casi di dialoghi misti, in cui ad una cornice in forma drammatica segue un dialogo narrato.
Inoltre, va ricordato che in nessun dialogo Platone compare in prima persona: gli studiosi quindi, di volta in volta, hanno cercato di individuare un personaggio che fosse il portavoce dell'autore. Solitamente questo ruolo spetta a Socrate, sebbene con l'avanzare degli anni il maestro ceda il posto ad altri eminenti personaggi (Parmenide nel Parmenide, lo Straniero di Elea nel Sofista e nel Politico, e via dicendo). Tuttavia, come suggerisce la stessa natura letteraria di questi scritti, è bene tenere presente che per comprendere il pensiero platonico non ci si può attenere ai discorsi di un solo personaggio, ma bisogna prendere in esame la struttura stessa del dialogo, le strategie argomentative adottate, i riferimenti testuali interni ed esterni, e infine lo sfondo su cui Platone mette in scena le discussioni.

### Gli albori della produzione platonica
Gli studiosi sono oggi concordi nel ritenere che Platone abbia iniziato a scrivere i suoi dialoghi nei primi anni successivi alla morte di Socrate (399 a.C.). Prima di tale data, sembra che il giovane filosofo si sia dedicato alla composizione di tragedie, date alle fiamme a seguito dell'incontro con il maestro. Non mancano tuttavia ipotesi che anticipano la data d'inizio della produzione platonica. Alcuni autorevoli studiosi hanno infatti posto l'attenzione su un aneddoto narrato da Diogene Laerzio, secondo il quale si diceva che Socrate avesse letto il Liside di Platone e lo avesse trovato poco fedele alla realtà: tuttavia, anche in questo caso bisogna avere cautela, poiché se da un lato è possibile ipotizzare che Platone abbia iniziato a scrivere quando Socrate era ancora in vita, ciò d'altra parte non è dimostrabile, poiché non c'è modo di verificare l'attendibilità di questa e simili affermazioni, che lo stesso Diogene sembra riportare come dicerie allo scopo di dimostrare che il Socrate dei dialoghi non è il Socrate storico, ma un Socrate reinterpretato da Platone. Inoltre, va ricordato ancora una volta che queste tesi riscuotono scarso successo tra i membri della comunità scientifica.

### Dialoghi aporetici o giovanili
Il primo scritto di Platone, sulla cui autenticità non vi è controversia alcuna, è l'Apologia di Socrate, scritta probabilmente attorno al 395 a.C. nello stesso periodo del Critone, di cui è incerta l'antecedenza all'Apologia. Dopo la morte di Socrate, Platone, insieme ad altri socratici, aveva preferito riparare a Megara, presso la scuola del condiscepolo Euclide. Nei dodici anni seguenti, trascorsi tra brevi soggiorni ad Atene e una serie di viaggi dentro e fuori dai confini dell'Ellade (Italia meridionale, Egitto), due fatti lo convincono a riprendere la scrittura a favore dell'insegnamento del maestro: l'opuscolo diffamatorio di Policrate contro Socrate, e l'apertura della scuola di retorica di Isocrate (390 a.C.).
I dialoghi "socratici" di Platone vengono dunque a contrapporsi agli scritti polemici e retorici che circolavano ad Atene. Anzitutto, il dibattito verte sulla figura di Alcibiade e sul suo rapporto con Socrate: com'era stato possibile che il più famoso discepolo del filosofo si fosse reso protagonista dello scandalo delle erme, e fosse poi risultato un politico corrotto? E inoltre, era lecito equiparare Socrate ai sofisti?
In questo clima di dubbi e accuse, in cui anche la letteratura apologetica socratica sembrava incapace di rendere merito alla levatura di Socrate, Platone inizia la composizione di una serie di dialoghi (scritti generalmente in forma drammatica) che hanno come argomento la figura del maestro e la sua arte confutatoria: l'Apologia di Socrate e il Critone, l'Alcibiade primo e Secondo (di autenticità dubbia), il Teage (spurio), l'Ippia maggiore e Minore (anche questi ultimi di autenticità contestata), il Lachete, l'Eutifrone, lo Ione, il Carmide e il Liside.
Anzitutto, Platone difende la figura di Socrate come educatore, mostrando come il giovane Alcibiade, fortemente legato al filosofo, fosse stato da lui ammonito a non cadere in un facile entusiasmo per la carriera politica: il suo comportamento nefando non è dunque da imputare a Socrate, bensì alla scarsa applicazione dell'allievo allo studio della filosofia. Inoltre, connessa alla difesa di Socrate è anche la critica della cultura tradizionale ateniese, che investe l'ipocrisia religiosa (Eutifrone), la poesia (Ione), la vacuità dell'oratoria democratica (Menesseno). In tutti questi dialoghi Socrate pone delle domande ai suoi interlocutori, solitamente alla ricerca di una definizione a cui però il dialogo non giunge mai, poiché il filosofo si limita a confutare le affermazioni, mostrandone le contraddizioni (per questo motivo si parla di "dialoghi aporetici"). Oltre a ciò, Platone si discosta via via dalla pura dottrina socratica per formulare un quadro introduttivo alla sua indagine, dimostrando che la filosofia:
- deve mirare a un sapere “misurato”, e non ad un numero indeterminato di nozioni (Amanti, dialogo che però è considerato generalmente spurio);
- si qualifica come «scienza di sé e delle altre scienze» e «conoscenza del bene e del male» (Carmide);[15]
- mira alla conoscenza dell'«amico primo, a causa del quale diciamo che tutte le altre cose sono amiche tra loro» (Liside).[16]

A chiusura del periodo giovanile trovano posto il Gorgia, il Protagora e il Menone. Questi dialoghi concludono una fase della produzione platonica per aprirne un'altra, e vediamo Platone mettere in campo temi che verranno poi approfonditi negli anni a venire (etica e politica, primato del Bene, reminiscenza e via dicendo). A questo gruppo è ascrivibile anche il Libro I della Repubblica (il cosiddetto Trasimaco).

### Dialoghi centrali o della maturità
L'apertura dell'Accademia nel 387 a.C. spinse Platone a indicare gli obiettivi del suo insegnamento, cercando di far leva sugli aspetti della disciplina che sarà oggetto di studio. A tale scopo, Platone adotta una nuova forma letteraria, passando dal dialogo diretto a quello narrato: come scrive nel Libro III della Repubblica, un uomo saggio, quando riporta un fatto, deve preferire la forma narrata a quella mimetico-drammatica, tipica invece dei poeti.

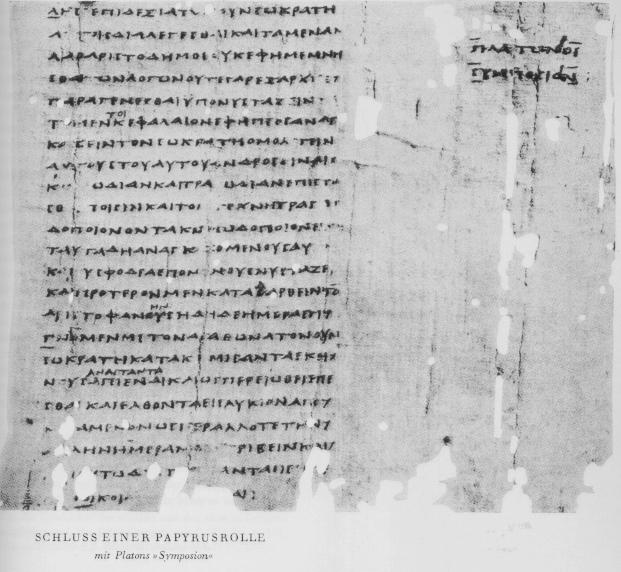
Papiro con frammento del Simposio

In questi anni, che vengono definiti "della maturità", Platone continua a nascondersi dietro la figura del maestro, dedicandosi però allo studio della «scienza del Bene»: il filosofo formula infatti quella che poi sarà ricordata come la dottrina delle idee, sviluppando temi che erano già presenti negli ultimi dialoghi aporetici. Nel Fedone, il dialogo dedicato alla morte di Socrate, Platone torna sulla dottrina della reminiscenza e fornisce l'unica definizione di «idea» dell'intero corpus; nel Simposio tema centrale è l'Eros filosofico, che tanta fortuna avrà nella filosofia e nella letteratura occidentale successiva; vi sono poi il Cratilo, dedicato ad argomenti di carattere semantico, e l'Eutidemo, teso a dimostrare l'inconsistenza dell'eristica.

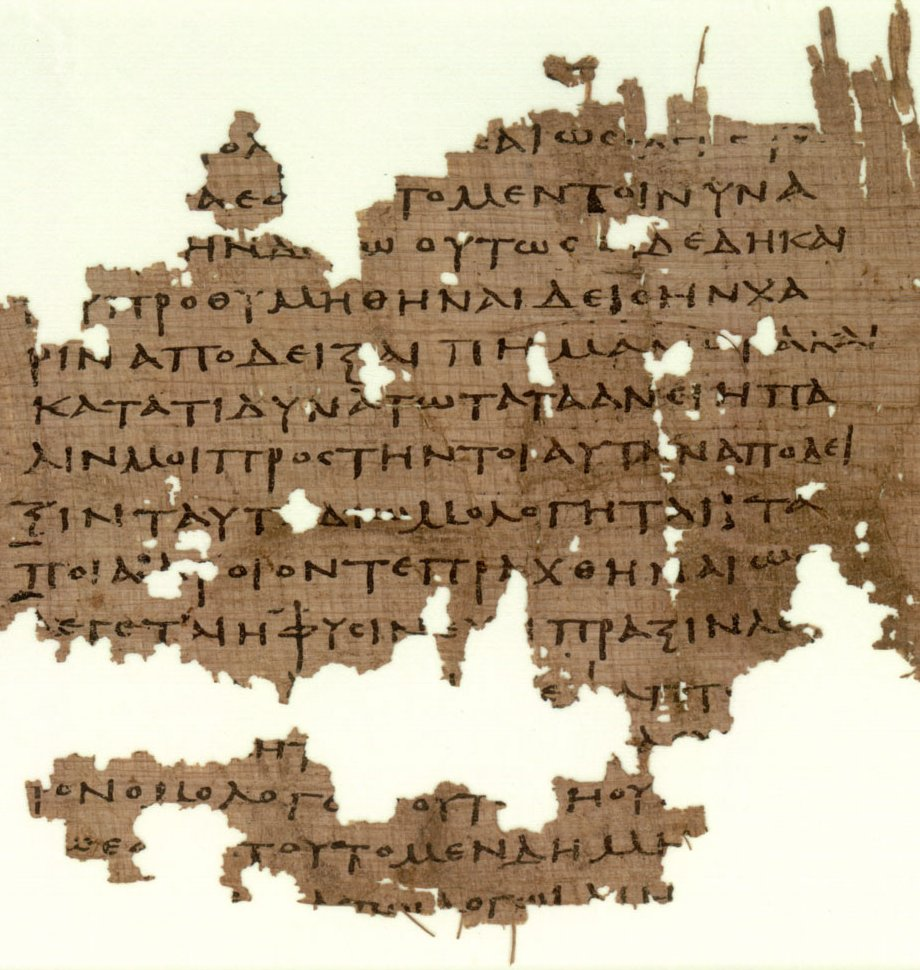
Frammento papiraceo della Repubblica (POxy 3679)

Infine, non si può non ricordare La Repubblica, il secondo dialogo per lunghezza e senza dubbio la sua opera più importante. Qui Platone espone le sue tesi sulla costituzione della città-stato ideale, la Kallipolis, una città governata dai filosofi in vista del Bene e del meglio, la cui popolazione è organizzata in tre classi ad immagine dell'anima umana. Inoltre, il filosofo discute anche di dottrina della conoscenza, attraverso la metafora della linea e il mito della caverna (Libri VI e VII), e affronta il problema dell'immortalità dell'anima (il mito di Er, nel Libro X).

### Dialoghi della tarda maturità
Al periodo della tarda maturità (tra il 368 e il 365 a.C.) vengono solitamente ricondotti tre dialoghi, che chiudono la seconda fase della produzione platonica per aprire la terza: il Fedro, il Parmenide e il Teeteto. Con questi dialoghi Platone inizia a porre in campo le questioni che saranno centrali nei dialoghi della vecchiaia (detti anche "dialettici").
Con il Fedro Platone torna in grande stile al dialogo drammatico, scelta che indusse qualche studioso ad inserirlo tra i dialoghi giovanili. Tuttavia, recenti analisi stilometriche hanno autorevolmente dimostrato una datazione ben più tarda.
Nel Parmenide Socrate e l'Eleate affrontano temi di carattere ontologico, che già presagiscono le analisi del Sofista. Anche la forma cambia, avvicinandosi allo stile degli ultimi dialoghi: dal dialogo narrato, nella prima parte, si passa ad un vero e proprio monologo di Parmenide, interrotto solo dalle frasi di assenso del suo interlocutore.
Infine, il Teeteto segna un punto di svolta verso il definitivo ritorno al dialogo diretto. Euclide, infatti, nel riportare il dialogo all'amico Terpsione, sceglie di leggere un resoconto che si era appuntato dopo averne sentito parlare da Socrate, e che aveva successivamente corretto con l'aiuto del filosofo: nel fare questo, spiega Euclide, ha però evitato di inserire frasi come «disse» oppure «convenne», che appesantiscono inutilmente la lettura. Segno questo di un cambio di rotta da parte di Platone, che a partire da questo dialogo torna alla forma drammatica.

### Dialoghi dialettici o della vecchiaia

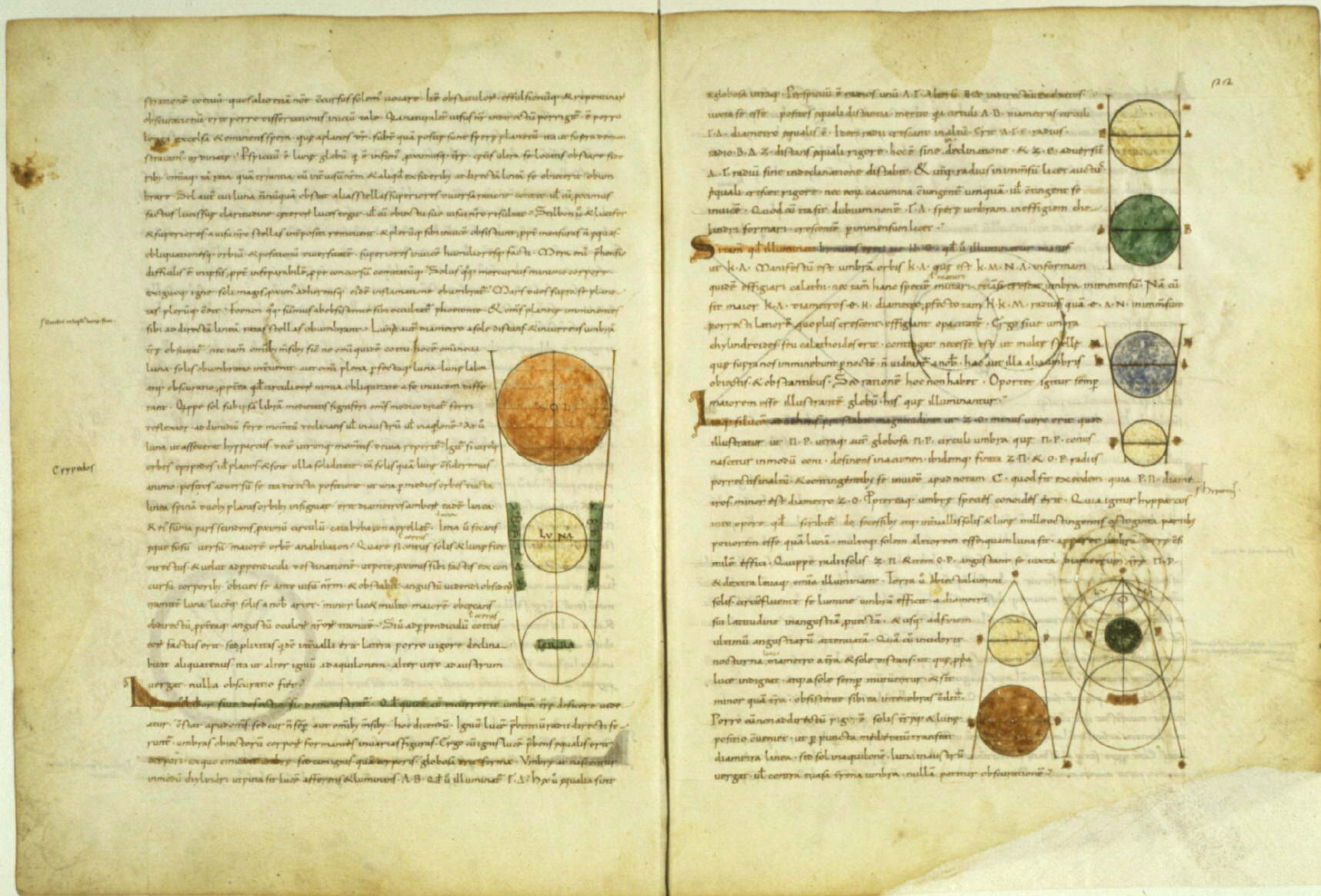
Manoscritto medievale con la traduzione del Timeo in latino ad opera di Calcidio

Con l'avanzare degli anni, Platone sembra dedicarsi a riformulare sotto una nuova luce le dottrine avanzate negli anni precedenti. Lo stile, come si è visto, cambia: dal dialogo narrato si passa, per tramite del Teeteto, alla forma drammatica. Anche il portavoce dell'autore muta, e progressivamente la figura di Socrate si riduce a semplice garante delle tematiche trattate, il cui contributo nella discussione è nullo. Oltre al Filebo, l'ultimo scritto in cui è il maestro a condurre il dialogo, vediamo Socrate perdere il ruolo di protagonista (Sofista, Politico), diventare un personaggio secondario (Clitofonte, Timeo, Crizia, scritti in forma di trattati), e infine scomparire del tutto (Leggi ed Epinomide).
Diogene Laerzio racconta che Platone morì a 80 anni mentre lavorava ad una revisione del prologo della Repubblica. L'ultima sua opera sono Le leggi, che al momento della morte si trovava ancora su tavolette cerate - quindi non ancora completata, che fu ricopiata da Filippo di Opunte, allievo e segretario del filosofo,  il quale, sempre secondo Diogene, dovrebbe essere anche l'autore dell'Epinomide.

## Elenco dei dialoghi in ordine cronologico
I dialoghi senza alcuna nota sono generalmente riconosciuti autentici. La nota (1) indica il mancato consenso generale che l'opera sia effettivamente di Platone, mentre la nota (2) indica l'opinione comunemente accettata dagli studiosi che Platone non ne sia l'autore.
DIALOGHI GIOVANILI
scritti dopo la morte di Socrate e i viaggi in Italia, fino alla fondazione dell'Accademia (395-387 a.C.). Generalmente sono dialoghi diretti:
Apologia di Socrate - Critone - Ione - Eutifrone - Carmide - Lachete -  Liside - Alcibiade primo (1) -  Alcibiade secondo (2) - Ippia maggiore (1) -  Ippia minore (1) -  Menesseno -  Protagora - Gorgia
DIALOGHI DELLA MATURITA' 
(a) scritti dopo la fondazione dell'Accademia (388-368 a.C.). Generalmente sono dialoghi narrati, da Socrate o altri:
Clitofonte (1) - Menone - Fedone - Eutidemo - Simposio - La Repubblica -  Cratilo
(b) scritti in una fase avanzata (368-365 a.C.), preludono ai grandi dialoghi dialettici. Platone torna al dialogo diretto:
Fedro - Parmenide -  Teeteto
DIALOGHI DIALETTICI
scritti nell'ultima fase della vita di Platone (365-347 a.C.):
Sofista - Politico - Timeo - Crizia - Filebo - Leggi
DIALOGHI SPURI
(a) considerati non autentici fin dall'antichità:
Demodoco (2) - Sulla giustizia (2) - Sulla virtù (2) - Sisifo (2) - Erissia (2) - Assioco (2)
(b) ritenuti apocrifi dagli studiosi moderni:
Alcibiade secondo (2) - Amanti (2) - Ipparco (2) - Minosse (2) - Teagete (2) - Epinomide (2)
Dall'interpretazione tradizionale si discosta Charles H. Kahn, secondo il quale non vi sono basi per poter datare con sicurezza i dialoghi di Platone, considerato che essi sono il risultato di successive revisioni operate dall'autore durante tutta la vita. Pertanto, Kahn propone di suddividere i dialoghi in tre gruppi, partendo da considerazioni stilistiche e senza alcuna pretesa di fornire un ordine cronologico: il primo gruppo (suddiviso a sua volta in 6 sottogruppi) è costituito dai dialoghi che segnano il percorso verso La Repubblica, dialogo che a sua volta apre il secondo gruppo, e a seguire il terzo, composto dai dialoghi dialettici.
1. Apologia e Critone; Ione e Ippia minore; Gorgia e Menesseno; Lachete, Carmide, Eutifrone e Protagora; Menone, Liside ed Eutidemo; Simposio, Fedone e Cratilo
2. Repubblica, Fedro, Parmenide, Teeteto
3. Sofista, Politico, Filebo, Timeo, Crizia, Leggi

## Cronologia interna
In base alle indicazioni fornite dallo stesso Platone, si può ricostruire una sequenza parziale dei dialoghi descritta di seguito: Teeteto, Eutifrone, Sofista, Politico, Apologia, Critone e Fedone, che dovrebbero essere tutti ambientati nell'anno 399 a.C. L'Eutifrone si svolge nello stesso giorno del Teeteto, prima della morte di Socrate, mentre il Sofista si svolge fra gli stessi personaggi con la rilevante aggiunta dello "Straniero di Elea" e contiene un riferimento al patto orale del giorno prima. Platone indica anche che il Politico segue immediatamente al Sofista, mentre gli ultimi tre sarebbero ambientati nelle due settimane successive. Non sono chiare le ragioni per cui Platone abbia datato così il Timeo e i due dialoghi dialettici ponendoli in un momento delicato della vita di Socrate, cioè dal giorno in cui egli si reca per ricevere la notifica dell'accusa a poco prima del processo che lo condanna a morte.